# Achille Baraguey d'Hilliers
Louis-Achille Baraguey d'Hilliers, 1st Comte Baraguey d'Hilliers, francoski maršal, veleposlanik in politik, * 6. september 1795, † 6. junij 1878.

## Življenjepis
Baraguey d'Hilliers se je rodil francoskemu revolucionarnemu generalu Louisu Baragueyju d'Hilliersu. Izobrazbo je prejel v Prytanée National Militaire ter se nato leta 1806 pridružil francoski kopenski vojski. Udeležil se je Napoleonove invazije na Rusijo, kjer je služil kot pribočnik maršala Marmonta; v bitki za Möckern je izgubil levo roko. Leta 1815 je bil povišan v stotnika in se udeležil bitke za Quatre Bras. Med leti 1823 in 1825 se je bojeval in bil pozneje garniziran v Španiji (Španska državljanska vojna (1820–1823)). 
Ponovno se je izkazal med zavzetjem Algiersa leta 1830. Čez štiri leta (1834) je bil imenovan za podnačelnika vojaške akademije Saint Cyr; leta 1936 je bil povišan v général de brigade in imenovan za poveljnika akademije. 
Leta 1841 je bil poslan v Alžirijo, kjer je bil čez dve leti povišan v général de division in imenovan za poveljnika Konstantina. A že leta 1844 je bil upokojen. Njegova upokojitev pa ni bila dolga, saj je bil leta 1847 reaktiviran in bil imenovan za generalnega inšpektorja pehote. Med francosko revolucijo leta 1848 je bil poslan v Besançon. Izvoljen je bil tudi za poslanca ter bil imenovan za poveljnika francoske ekspedicijske sile v Rimu do leta 1851; v tem času je bil tudi francoski veleposlanik pri Svetem sedežu.
Med leti 1853 in 1854 je bil veleposlanik v Konstantinoplu. Med krimsko vojno je bil poveljnik francoske ekspedicijske sile, ki je delovala na Baltiku. Po zavzetju Bomarsunda je bil povišan v maršala Francije in imenovan za senatorja (pozneje je bil tudi podpredsednik senata). Med avstrijsko-sardinsko vojno je bil poveljnik I. korpusa, s katerim je zavzel mesto Solferino. Po vojni je postal poveljnik V. korpusa v Toursu.
Leta 1870 je postal guverner Pariza, a je bil zaradi odkritosti nezaželen na dvoru in že istega leta zamenjan. Med francosko-prusko vojno je bil poveljnik I. korpusa (ki je bil pozneje preštevilčen v V. korpus); po koncu vojne ga je Adolphe Thiers imenoval za predsednika preiskovalne komisije o vzrokih francoskega poraza. 6. junija 1878 je naredil samomor.